# Ми-24
Ми-24 (НАТО класификација ), совјетски је борбени јуришни хеликоптер, са секундарном наменом мањег транспорта. Производила га је фабрика хеликоптера Миљ, још од 1971. године у Москви. Он је први совјетски / руски хеликоптер те намене, а други је у свету (после америчког AH-1 Кобра), али је најмасовнији и по производњи и по оперативној примени. Првенствено га је користило Совјетско ратно ваздухопловство, а касније настале државе после распада Совјетског Савеза. Са изменом политике продаван је и осталим државама у многим верзијама модификација. Коришћен је у борбама у Авганистану, Косову, Чеченији и у другим локалним ратовима. Совјетски пилоти су овај хеликоптер назвали „летећи тенк“, а и „крокодил“, због облика носног дела трупа и маскирне боје.

## Развој
Током раних 1960-их година, Совјетима је било јасно, да развој доктрине ратовања све више захтева мале ударне мобилне снаге са великом ватреном моћи за брзо и изненадно дејство, које се могу лако пребацивати са локације на локацију. У бироу Мил су приступили развоју борбеног хеликоптера, који може одговорити тим захтевима и извршавати те деликатне задатке. На бази ранијег нереализованог пројекта В-22, одвијао се развој В-24. Концепт је био, борбени јуришни хеликоптер добро наоружан са средствима ваздух–земља, посебно ефикасним против оклопа и са обезбеђеним простором за смештај 8 пешадијских војника, врхунски наоружаних личним наоружањем. Хеликоптер је био карактеристичан и по томе што има мала (закржљала) авионска крила, која поред стварања узгона имају и сврху да се испод њих уграде носачи за поткачињање шест ракета или бомби. Варијанта Ми-24А, опремљена је и двоцевним топом ГШ-23Л калибра од 23 mm.
Мил је успео да убеди војно и политичко руководство да се овај хеликоптер детаљно испита и касније пусти у масовну серијску производњу и у оперативну употребу Црвене армије. Успех и ефикасност америчких хеликоптера, ове категорије, у Вијетнамском рату била је подршка за развој програма Ми-24. Инжињери су се фокусирали на пројектовање две концепције, од 7 тона са једним мотором и од 10,5 тона са два мотора, на бази снаге од 1 268 kW.
Истовремено је Биро Камов предлагао свој хеликоптер Камов Ка 25, али је усвојена двомоторна варијанта Ми-24. По захтеву војске направљено је доста измена. Уместо топа ГШ-23Л, велике каденце (брзе паљбе), уграђен је у носном делу трупа, против–тенковски топ 9К114 Штурм и против–тенковске ракете испод крила. Та варијанта је обележена као Ми-24В.
Донета је одлука 6. маја 1968. године да се настави са развојем двомоторне варијанте, на чему је радио и главни конструктор Мил, све до своје смрти 1970. године. Пројектна решења су усвојена у фебруару 1969. године. Испитивање прототипа за лет почела су 15. септембра 1969. године, а први лет реализован је четири дана касније. Други прототип је такође изграђен, а после њихових испитивања произведена је предсерија од десет примерака хеликоптера, у овом стандарду.
Развојна испитивања у лету су почела у јуну 1970. године и трајала су 18 месеци. На основу добијених резултата извршене су модификације због замора структуре, у оквиру чега је смањен и ниво вибрација, које су их побуђивале. Све ракете су пребачене на крилне носаче. На брзинама већим од 200 km/h појавила се попречно–смерна нестабилност „Дач–рол“ (енгл. Dutch roll), због чега су постављена крила под 12 степени негативног диједра. Репни ротор је пребачен са десне на леву страну и смер ротације је промењен према кабини. Серијска производња је почела 1970. године, а званично је уведен у оперативну употребу 1972. године.

## Опис
Труп хеликоптера Ми-24, развијен је од трупа Ми-8. На њега су уграђен два врхунска турбинска мотора, са којих се преноси погон на главни ротор са пречником од 17,3 m, са пет кракова, а на репу је мањи ротор са три крака. Сваки мотор има свој независтан уводник ваздуха. Прве верзије су имале провидне делове кабине од равних плоча стакла, међусобно спојених под углом, а касније су са закривљеним капљастим обликом. Остале компоненте хеликоптера су усвојене са Ми-14. На средини трупа, уграђена су скраћена крила, на која су постављена 3 + 3 носача за убојна средства. Избор оружја зависи од мисије Ми-24, може бити за блиску подршку из ваздуха, против–тенковску борбу или за борбу ваздух–ваздух.
Труп има тешки оклоп, који је непробојан за гранате калибра до 12,7 mm, под свима угловима дејства, укључујући и кракове ротора од титанијума. Кабина је непробојна за гранате калибра од 37 mm, са кадом од титанијума. Чланови посаде у кабини и војници у одељку за транспорт, заштићени су против нуклеарног и биолошког дејства.
Посебна пажња је била посвећена што већој брзини хеликоптера, па се ишло и на систем увлачећих стајних органа типа трицикл, у циљу смањења укупног отпора. Са порастом брзине значајно је порасла и сила узгона. Главни ротор је био нагнут за 2,5° удесно у односу на труп, како би се осујетила асиметрија узгона на великој брзини и постигла већа стабилност платформе оружја током његовог дејства. Стајни органи су нагнути улево, тако да ротор на земљи остаје у хоризонталној равни. Реп је такође асиметричан, тако да равнотежна сила на репном ротору буде што мања на великим брзинама лета. Са овим мерама подигнуте су перформансе лета хеликоптера Ми-24. Са варијантом Ми-24Б оборено је више светских рекорда. Усклађено концепцијско решење јаког наоружања ваздух–земља и смештај осам наоружаних војника, Ми-24 издваја од свих осталих упоредивих хеликоптера. Најближи западни еквивалент је Сикорски С-67, који је применио многе исте принципе конструкције и био је изграђен за велике брзине, високе су му борбене карактеристике, али је са ограниченим могућностима превоза у трупу, што није случај са Ми-24.

### Наоружање
- Топови:
  - Покретни топ 12.7mm Јакушев-Брозов Јак-Б у више верзија.
  - Уграђени топ у структуру Гш-30К, на верзијама Ми-24П / ВП.
  - Уграђени топ у структуру Гш-23Л, на верзији Ми-24ВП.
  - Митраљез ПКТ уграђен на врата трупа.
- Спољни носачи убојних средстава:
  - Највећа укупна маса наоружања на спољашњим носачима је 1 500 kg
  - Унутрашњи носачи носе до 500 kg
  - Спољашњи носачи носе до 250 kg
  - Носачи на крајевима крила могу да понесу против–оклопну ракету АТ-2, на верзијама Ми-24А-Д и против–оклопну ракету 9М14 Маљутка, на верзијама Ми-24В-Ф0.
- Бомбе:
  - Бомбе ЗАБ, ФАБ, РБК, ОДАБ итд.
  - МДБ-4 вишеструки носач са четири бомбе ФАБ-100
  - КГМУ2В распршивач мина

Прва генерација убојних средстава (стандардно за верзију Ми-24Д)
- ГУВ-8700 носач топа (са топом 12.7 mm Јак-Б + 2 пута 7.62 mm митраљезом ГшГ-7.62 у комбинацији или са једним АГС-17)
- УБ-16 и УБ-32 Носачи Ракета С-5
- НРЗ 240mm С-24
- Р-60 (два носача на шинама)
- 9M17 Фаланга

Друга генерација убојних средстава (верзија Ми-24В и касније верзије)
- УПК-23-250 носач топа Гш-23Л
- НРЗ 350mm С-25
- Б-8В20 a лаки носач НРЗ С-80
- УБ-13 носач НРЗ С-13
- ракете 9M39 Игла у 2-4 лансирне цеви
- ракете 9K114 Штурм у пару на носачима на крају крила

АТЕ унапређењее (Супер Хинд МкIII Б)
- 30 покретни топ
- 8 противоклопних ракета Ингве
- Бомбе

Остало
- Модерни прототипови могу да носе ласерско неавођене ракете 9K121 Викхр (Украјински прототипови), 9M120 Атака-В (Мил прототипови), Р-73 и различита НРЗ.
- Раније варијанте су имале пушкарнице на вратима у одељку за транспорт те су путници могли да отварају ватру из личног наоружања.

### Карактеристике
- Основне карактеристике:[тражи се извор]
  - Посада: 2–3; пилот, официр за оружје (нишанџија) и инжењер за технику.
  - Носивост: 8 војника, или 4 носила са рањеницима.
  - Дужина: 17,5 m
  - Пречник ротора: 17,3 m
  - Размах крила: 6,5 m
  - Висина: 6,5 
  - Ротирајућа површина: 235 
  - Маса празног: 8 500 
  - Највећа маса: 12,000 
  - Погон: 2× Исотов ТВ3-117 турбински мотор, 1 600 kW
- Перформансе
  - Највећа брзина: 335
  - Долет: 450 
  - Плафон лета: 4 500

## Борбена историја

### Огаденски рат (1977—1978)
Прва борбена употреба хеликоптера Ми-24 била је од стране етиопских оружаних снага против Сомалијанаца за време Огаденског рата. Хеликоптери Ми-24А били су део масовне помоћи са војном опремом од стране СССР, све док Совјети нису променили страну 1977. године. Хеликоптери су коришћени у масовним комбинованим нападима из ваздуха и са земље од стране Етиопљана против Сомалијаца почетком 1978. године.

### Камбоџанско-вијетнамски рат (1978)
Ми-24А је примењен у употреби ратног ваздухопловства Вијетнама за време Камбоџанско-вијетнамског рата. Јуришници су уништавали многа упоришта и базе Црвених Кмера, све до 1986. године, када су Црвени Кмери пребегли преко границе у Тајланд.

### Авганистан (1979—1989)
Ми-24 је најинтензивније коришћен за време совјетске интервенције у Авганистану, углавном нападајући муџахедине. Када је ЦИА почела да снабдева муџахедине са ракетама Стингер, хеликоптери Ми-8 и Ми-24 су постали њихове мете. Оборено је 333 хеликоптера Ми-24, за време сукоба и борби у Авганистану. Кабина која је била веома добро оклопљена, издржавала и поготке пројектила и до 12,7 mm, али је зато реп Ми-24 био веома рањив, чак и на поготке лаког наоружања. Ракете Стингер које су муџахедини користили погађале су Ми-24 директно испод главног ротора због топлотног навођења ракете на зрачење мотора. Одговор Совјета на то били су ИЦ мамци уграђени на све хеликоптере Ми-4, Ми-8, Ми-17 и Ми-24, који су одвлачили ракете од зрачења топлоте из мотора. За време сукоба, Ми-24 је стекао поштовање како код совјетских ваздухопловаца, тако и код Муџахедина, који су се плашили када би хеликоптер избацио мамац. Муџахедини су Ми-24 назвали „Шејтан арба“ што значи „Ђаволи контролор“.

### Ратови у Заливу (1980—1988, 1991 и 2003-данашњица)
Ирачани су борбено употребљавали хеликоптер Ми-24 у рату против суседног Ирана. Добро наоружан и веома ефикасан у дејству ваздух–земља, задавао је огромне губитке Иранским копненим снагама. У овом рату примећена је једина ваздушна борба између хеликоптера када је Ирачки Ми-25 оборио Ирански борбени хеликоптер, америчке производње АХ-1Ј Кобра.
Ми-24 је такође масовно коришћен од стране Ирачана за време инвазије на Кувајт. Пар примерака је касније послато преко границе у Иран са многим Ирачким ваздухопловима у нади да не буду уништени на Ирачким аеродромима, у ваздушним нападима коалиционих снага. Као и све Ирачке ваздухоплове, Иран је задржао и хеликоптере Ми-24 и користио их у свом ратном ваздухопловству.
Пољски контингент у Ираку је користио 6 хеликоптера Ми-24Д, од децембра 2004. године. Један од њих се срушио 18. јула 2006. године. Након завршетка мисије у Ираку, Пољска ће највероватније поклонити своје хеликоптере Ирачанима.

### Грађански рат у Никарагви (1980—1988)
Војска Никарагве је користила хеликоптере Ми-24 за време грађанског рата.

### Грађански рат у Шри Ланци (1987—1990)
У периоду индијске помоћи оружаним снагама Шри Ланке (1987—1990), користили су се хеликоптери Ми-24, у борби против Тамилских тигрова. Индуси нису изгубили ниједан Ми-24 јер Тамилски Тигрови тада нису имали оружје које би било ефикасно у борби против њих. Од 14. новембра 1995. године до данас, ратно ваздухопловство Шри Ланке користи своје хеликоптере Ми-24 у рату против Тамилских Тигрова. Тренутно ратно ваздухопловство Шри Ланке користи хеликоптере Ми-24/35П и Ми-24В/35. Неки су модернизовани са нови израелским системима. Откад Тамилски Тигрови поседују ПВО ракете, најмање 29 хеликоптера Ми-24 је изгубљено.

### Употреба на простору Југославије (1993—2001)
Од 1993. једна ескадрила хеликоптера Ми-24В, у оперативној употреби је у хрватском ратном ваздухопловству. Ови хеликоптери су коришћени у неким акцијама против Крајишких Срба и за време Операције Олуја нападајући српске копнене снаге. Претпоставља се да је један хеликоптер лакше оштећен у току тих борби. За време борби против терориста ОВК на Космету 1998, хеликоптери Ми-24В ЈСО, били су коришћени у акцији код села Доње Преказе. У ноћи 1. марта 1998, један Ми-24 морао је принудно слетети јер је био погођен метком из лаког наоружања, али су зато оперативци ЈСО који су се налазили у хеликоптеру неутралисали терористе ОВК. У току лета 1998, хеликоптери Ми-24В, коришћени су у пар борбених задатака. Користећи четири хеликоптера, 27. јуна, ЈСО је спасла око 100 српских полицајаца и цивила блокираних од стране НАТО-а у селу Кијево. Два хеликоптера Ми-24В и још два хеликоптера Ми-17В транспортовала су муницију и храну и евакуисала рањенике. За време НАТО агресије, хеликоптери су били добро скривени, те су преживели нападе из ваздуха. Македонска Армија је 2001. из Украјине набавила око 18 хеликоптера Ми-24 у верзијама Ми-24В и Ми-24К и један Камов Ка-50 за борбу против албанских терориста. Главно подручје дејства ових хеликоптера било је око Тетова, Радуше и Арачинова. Хеликоптери су коришћени учестало и веома ефективно у комбинацији са неколико ловачко-бомбардерских авиона Сухој Су-25, што потврђују огромни губици терориста код села Арачиново, који броје по претпоставкама и преко 940 мртвих.

### Први и други рат у Чеченији (1994—2001)
За време првог и другог рата у Чеченији 1994. и 1999. године, Ми-24 је био коришћен од стране руске војске. Као и у Авганистану, хеликоптери Ми-24 су били веома рањиви на герилску тактику ратовања. Многи су погођени и оборени за време борбених операција.

### Грађански рат у Судану (1995-данашњица)
Ратно ваздухопловство Судана, набавило је 6 хеликоптера Ми-24 1995. године, који су коришћени у Јужном Судану против Суданске Народно Ослободилачке Војске. Најмање два су изгубљена прве ратне године, али су касније замењени. Још 12 их је купљено 2001. године и масовно су коришћени код нафтних поља у Јужном Судану. Хеликоптери Ми-24 су такође коришћени у Дарфуру 2004—2005.

### Грађански рат у Сијера Леоне (1991—2002)
Један, а касније три хеликоптера Ми-24В, на којима су летели плаћеници Јужноафриканци, коришћени су против Револуционарног Уједињеног Фронта 1995. године, помогли при њиховом избацивању из главног града, Фритауна.

### Први и други рат у Конгу (1996—2003)
Три хеликоптера Ми-24В користило је ново ратно ваздухопловство Конга. Такође, хеликоптери Ми-24 Зимбабвева, коришћени су на у страни војске Конга. Ти хеликоптери били су испоручени Заиру 1997. године.
Снаге УН-а користе су хеликоптере Ми-24/35 које је изнајмила од индијског ратног ваздухопловства за подршку мисије. Индијско ратно ваздухопловство у мисији је од 2003.

### Грађански рат у Обали Слоноваче (2002—2004)
Пет хеликоптера Ми-24, са којима су пилотирали плаћеници, коришћени су као подршка владиним снагама. Касније их је уништила Француска војска због напада на Француску војну базу у којем је погинуло 9 војника.

### Рат у Сомалији (2006–2009)
Етиопско ратно ваздухопловство је користило 3 хеликоптера Ми-35 и десет хеликоптера Ми-24Д у Сомалији. Један је оборен.

### Грађански рат у Либији (2011)
Либијско ратно ваздухопловство је масовно користило хеликоптере Ми-24 током грађанског рата против либијских побуњеника. Они су такође користили неколико заробљених хеликоптера.

### Грађански рат у Сирији (2011—2012)
Сиријско ратно ваздухопловство је користило хеликоптере Ми-24с током грађанског рата против сиријских побуњеника.

## Варијанте[2]
В-24 (Хинд)
Први прототип овог хеликоптера, произведено је само 12 примерака за испитивање и развој. Један прототип је модификован 1975. године и познат је као А-10 због успешног рекорда у брзини (достигнуто 368 km/h), био је без крила.
Ми-24 (Хинд-А)
Друга рана верзија, био је наоружан десантни хеликоптер који је могао да транспортује 8 војника и три члана посаде. Поред тога, могао је да понесе четири спољна носача ракета НРЗ од 57mm, четири противоклопне ракете АТ-2 испод две шине, невођене бомбе, и један митраљез од 12.7mm, топ, уграђен у носном делу. Ми-24 (Хинд-А), серијски се први производио.
Ми-24А (Хинд-Б)
Ми-24А је друга варијанта са серијском производњом. Оба Ми-24 и Ми-24А ушли су у употребу у Совјетском Ратном ваздухопловству 1973. или 1974. Са равним стаклима кабине под углом, уместо два капљаста. Недостатак је четвороцевни топ 12.7mm испод носног дела.
Ми-24У (Хинд-Ц)
Тренажна верзија, без наоружања.
Ми-24Д (Хинд-Д) 
Најуобичајенија верзија, за разлику на раније верзије, класични је и искључиво је јуришник, са опремом за противоклопне ракете АТ-2. Ми-24Д је добијен са репројектовањем предњег дела трупа, са две одвојене кабине, за пилота и нишанџију. Наоружан је са једним четвороцевним топом од 12.7mm испод носног дела трупа. Може да носи четири спољна носача ракета НРЗ 57mm, четири АТ-2 противоклопне ракете, бомбе и друго наоружање.
Ми-24ДУ
Мали број хеликоптера за обуку Ми-24Д, је изведено са удвојеним командама лета.
Ми-24В (Хинд-Е)
Даљи развој, реализован је са Ми-24В 1980-их година. Наоружан је новим противоклопним ракетама AT-6. Од осам уграђених ракета, четири су на носаче на крају крила.
Ми-24П (Хинд-Ф)
Борбена верзија, на којој је топ 12.7mm замењен за фиксирани топ 30mm.
Ми-24РКР (Хинд-Г1)
АБХО извиђачки модел, који је дизајниран да купи радиоактивност, отрове и биолошка средства. Први пут је коришћен у Чернобиљу 1986. Такође је познат као и Ми-24Р, Ми-24РР и Ми-24РК (РЧ).
Ми-24К (Хинд-Г2)
Војни извиђачки хеликоптер, летећа артиљеријска осматрачница.
Ми-24ВМ
Унапређени Ми-24В са унапређеном авиоником са опремом за ноћне операције, новом комуникацијском опремом, краћим и лакшим крилима и унапређеним системом за наоружање са подршком за Атака, Штурм и Игла-В ракете и главним топом 23 mm. Остале унутрашње промене су унапредиле животни век хеликоптера и одржавање. Очекује се да ће Ми-24ВП летети до 2015.
Ми-24ПМ
унапређен Ми-24П са технологијом хеликоптера Ми-24ВМ.
Ми-24ПН
Руска војска је одабрала унапређен Ми-24 да буде примарни борбени хеликоптер. Верзија ПН има ТВ и ФЛИР камеру лоцирану у куполу предњег дела хеликоптера. Остале модификације чине ротор и крила са хеликоптера Ми-28 и фиксирани донекле увлачљиви стајни трап. Русија је увела у употребу 14 Ми-24ПН-а 2004. и план за евентуалну надоградњу и унапређење свих њених Ми-24.
Ми-24ПС
Верзија намењена за цивилну полицију или паравојну употребу.
Ми-24Е
Верзија за истраживање околине.
Ми-25
Извозна верзија хеликоптера Ми-24Д.
Ми-35
Извозна верзија хеликоптера Ми-24В.
Ми-24W
Пољска верзија хеликоптера Ми-24В.
Ми-35П
Извозна верзија хеликоптера Ми-24П.
Ми-35У
Ненаоружана верзија Ми-35 намењена за обуку.
Ми-24 Супер Хинд Мк II
Модерна Јужноафричка верзија са западном електроником.
Ми-24 Супер Хинд Мк III/IV
Скупа модернизација целокупног хеликоптера Ми-24, укључујући авионику, електронику и наоружање.
Ми-24 Авганистанска модификација

## Корисници
До 2021. године је направљено око ~3.500 хеликоптера МИ-24 и његових верзија. 
| - Авганистан, 115 хеликоптера Ми-24 је испоручено, данас је само 5 оперативно. - Азербејџан, тренутно 15 Ми-24Д оперативно је, у плану набавка још око 25 примерака. - Алжир - Аргентина - Ангола - Бангладеш - Белорусија - Бугарска, 12 хеликоптера Ми-24Д и 6 Ми-24В оперативно је. - Венецуела, у плану набавка Ми-35М2. - Јемен - Јерменија, поседује 12 хеликоптера Ми-24. - Вијетнам - Грузија, 8 хеликоптера Ми-24 у оперативној је употреби грузијског ратног ваздухопловства. - Гвинеја - Екваторијална Гвинеја - Еритреја - Етиопија - Зимбабве - Индија - Казахстан - Кипар, 12 хеликоптера Ми-35П им је испоручено 2001—2002. године. - Киргистан - Куба - Либија - Мађарска - Монголија - Мозамбик - Намибија - Никарагва | - Индонезија, тренутно је у оперативној употреби 7 Ми-35П, до краја 2007. године, очекују се још 3 примерка. - Ирак, поседовали су импозантан број примерака хеликоптера Ми-24 и Ми-25 све до инвазије САД, тада су готово сви уништени. Претпоставља се да су им касније пољаци поклонили неколико хеликоптера Ми-24. - Македонија, 12 хеликоптера у верзијама Ми-24К и Ми-24В, у оперативној употреби од 2001. године. - Нигерија - Северна Кореја - Перу - Пољска - Русија - Руанда - Србија, 4 Ми-35м, 11 Ми-35П, 2 Ми-24В(ван употребе). - Сијера Леоне - Сирија - Судан - Таџикистан - Украјина - Узбекистан - Хрватска, МИ-24Д (ван употребе) - Чешка |